# メルテンス兄弟
メルテンス兄弟（Gebrüder Mertens）は、ウォルター・メルテンス（Walter  Mertens、1885年-1943年 ）とオスカー・メルテンス（Oskar Mertens、1887年-1976年）というスイスの 兄弟作庭家（Gartenarchitekten）。 GebrüderMertens（ブラザーズ・メルテンス）という名称で1907年から1944年までチューリッヒで園芸会社を経営。 グスタフ・アマンとヨハネス・シュヴァイツァーらに加えて、彼らもスイスのArchitekturgartens分野の、1930年代におけるWohngartenstil（住宅庭園作家）として最も重要な人物として挙げられる。 
ウォルターとオスカー・メルテンスは、チューリッヒの波止場建設で主要な役割を果たした庭園設計家エヴァリステ・メルテンスの息子たちであり、1889年からチューリッヒで園芸ビジネスを営んでいく。 
2人は父親の足跡をたどり、長男のウォルターは、ジュネーブ近郊の園芸学校シャトレーヌに通い、イギリスでのインターンシップを修了。2歳年下のオスカーは、 チューリッヒ・スイス連邦工科大学で学習を開始し、フランス、オランダ、イギリスでのインターンシップを修了した後、 デュッセルドルフのクンストゲヴェルベシューレにいたピーター・ベーレンスのもとで教育をうけ修了。父親の死後、2人の兄弟が父親の事業を引き継ぎ、オスカーメルテンスがマネージングディレクターに就任。さらに、1913年から1940年まで、ニーダーレンツの園芸学校で園芸の教師をしている。彼は死後チューリッヒの墓地エンツェンビュールに眠る。
メルテンス兄弟は、公共および個人のクライアント向けに一連の設計作品を計画および実施してきた。ベルンで1914年に開催されたスイス国立展示会、チューリッヒで1939年に開催された庭園博など、数多くの展示庭園に加えて、さまざまな都市住宅に壮大な庭園を実現してきた。代表的なものでたとえば、1916年に作庭されたベルンのヴィラボモンティの庭とチューリッヒのデグルートの庭がある。さらに彼らは、有名な建築家によるものではカール・モーザーによるチューリッヒ大学のような代表的な建物の庭の設計を手掛けている。1930年からは住宅の庭から発展し、景観計画方面を徐々に扱い始める。たとえば、 シール湖の海岸線の設計はこの時代からである。 

## 実績
- チューリッヒ旧市街 ヴィラトブラーの庭、1913
- ベルンのスイス国立展示会の展示場庭園、1914年
- チューリッヒ大学環境設計、1914
- 1916年、ベルンのヴィラボモンティの庭
- 1916年、チューリッヒのグルート庭園
- チューリッヒの1918年スイスヴェルクバンド展の展示場
- チューリッヒ園芸展ZÜGA1933の展示庭園
- シール湖の海岸線（1937年）
- チューリッヒ（ランディ）の1939年スイス国立博展示場